# كنيسة البركة المشيخية
كنيسة البركة للكتاب المقدس المشيخية هي كنيسة مشيخية إصلاحية وأساسية تقع في بيت لحم وحقل الراعي. إنها الكنيسة الأولى والوحيدة التابعة للكنيسة المشيخية الكتابية في فلسطين التاريخية، ويرتادها في كثير من الأحيان الحجاج الذين يزورون الأرض المقدسة. وكانت عملية بيع مجمعها الأصلي، بيت البركة، موضوع قضية احتيال دولية. القس هو القس جورج عواد.

## تاريخ
تأسست كنيسة البركة المشيخية في عام 1946 على يد الدكتور توماس ألكسندر لامبي (1885-1954) من المجلس المستقل للبعثات الأجنبية المشيخية في الولايات المتحدة. قام هو وزوجته بتأسيس مصحة تضم 90 سريراً في العروب، على بعد حوالي 13 كيلومتر (8 ميل) جنوب بيت لحم. وفي الوقت نفسه قاموا ببناء كنيسة في المدينة وكنيسة في بيت لحم. تلتزم الكنيسة باعتراف وستمنستر وعقيدة الرسل.
في عام 1954، أقيمت أول صلاة في المبنى الجديد على يد طبرة خليل، أحد شيوخ العرب المحليين. شريت الأرض لبناء مركز الكنيسة في بلدة شيبردز فيلد.
في عام 1985، تم تعيين راعي الكنيسة القس جورج حبيب عوض من قبل كنيسة الكتاب المقدس المشيخية في سنغافورة.

## مقدمات
يتكون مجمع الكنيسة القديم من ثمانية مباني مبنية من الحجر الأصفر القدسي.

## بيع الاحتيال الدولي
عمل بيت البركة في البداية كمستشفى ثم كنزل للحجاج ابتداءً من عام 1995. وعندما ثبت أن هذا الأمر غير مستدام، تم بيع العقار.
تأسست منظمة البحارة الإسكندنافية في الأرض المقدسة، والتي ادعت أنها مجموعة كنسية مقرها في حيفا وتظاهرت بأنها شركة سويدية، في عام 2007 في ستوكهولم. وادعوا أن خطتهم كانت ترميم الكنيسة وإحيائها كمكان للعبادة. وبعد شراء المبنى، قامت المجموعة بتسجيله لدى الإدارة المدنية وحصلت على كافة الموافقات اللازمة. وفي أعقاب هذه الموافقة، أعلنت المجموعة السويدية حلها، وأصبحت الكنيسة هي أصلها الوحيد.
وقد أدان المسؤولون السويديون هذا البيع.
تقرير استقصائي نشرته صحيفة هآرتس الإسرائيلية في مايو/أيار  زعم أن المليونير الأمريكي إيرفينغ موسكوفيتش اشترى الموقع من خلال شركة سويدية في عام 2012 بهدف تحويله إلى بؤرة استيطانية. وكان المطران الأرثوذكسي عطا الله حنا من بين عدد من الزعماء السياسيين والدينيين الذين احتجوا.

## روابط خارجية
- الموقع الطائفي